# 东平镇 (博白县)
东平镇，是中华人民共和国广西壮族自治区玉林市博白县下辖的一个乡镇级行政单位。

## 行政区划
东平镇下辖以下地区：
东平街社区、平地村、火甲村、连圹村、珠华村、石角村、塘龙村、双垌村、枫木村、大车村、西湖村、李村、大湖村、富山村、富新村、富门村、良荔村、文江村、新郑村、长新村、分新村、合江村、绿荣村和英梅村。